# Sociedad Astronómica Estadounidense
La Sociedad Astronómica Estadounidense (en inglés: American Astronomical Society o AAS, a veces pronunciada doble A S) es una sociedad estadounidense de astrónomos profesionales y otros individuos interesados, con sede en Washington. El objetivo principal de la Sociedad Astronómica Estadounidense es llevar más lejos a la ciencia de astronomía y los campos científicos estrechamente relacionados. Sus objetivos secundarios incluyen mejorar la educación de astronomía, y el suministrar una voz política a sus miembros a través del cabildeo y actividades de bases.

## Historia
La sociedad fue fundada en 1899 por los esfuerzos de George Ellery Hale. La constitución del grupo fue escrita por Hale, George Comstock, Edward Morley, Simon Newcomb y Edward Pickering. Estos hombres más otros cuatro eran el primer Consejo Ejecutivo de la sociedad, Newcomb era el primer presidente. Los socios iniciales eran 114. El nombre de AAS de la sociedad finalmente no fue decidido hasta 1915, antes era "Astronomical and Astrophysical Society of America" ("Sociedad Astronómica y Astrofísica de Estados Unidos"). Un nombre propuesto que precedió este nombre intermedio era Sociedad Astronómica Estadounidense.
La Sociedad Astronómica Estadounidense hoy tiene más de 6500 miembros y cinco divisiones:
la División para Ciencias Planetarias (1968),
la División sobre la Astronomía Dinámica (1969),
la Alta División de Astrofísica de Energía (1969),
la División de Física Solar (1969) y
la División de Astronomía Histórica (1980).

## Premios
La AAS y sus divisiones entregan anualmente un grupo de prestigiosos premios para destacar diferentes logros en Astronomía. Entre los entregados por la Sociedad misma se pueden destacar:
- Henry Norris Russell Lectureship, por logros durante la vida en astronomía
- El Premio Newton Lacy Pierce en Astronomía, por logros excepcionales en investigación sobre astronomía observacional, durante la carrera temprana
- El Premio Helen B. Warner en Astronomía, por logros excepcionales en astronomía teórica, durante la carrera temprana
- El Premio Beatrice M. Tinsley, por una contribución a la astronomía creativa o innovadora
- Joseph Weber Award, por avances significativos en instrumentación astronómica
- Dannie Heineman Prize for Astrophysics (junto al American Institute of Physics), por trabajo excepcional en astronomía
- Premio George Van Biesbroeck, por servicios excepcionales a la astronomía
- Annie J. Cannon Award in Astronomy (entregado en conjunto con la American Association of University Women), por logros excepcionales en astronomía observacional, durante la carrera temprana, por astrónomo mujer
- Chambliss Astronomical Writing Award por escritos astronómicos para audiencias académicas
- Chambliss Amateur Achievement Award por investigación ejemplar de un astrónomo amateur
- Astronomy Achievement Student Awards para investigación ejemplar de un estudiante, o estudiantes graduado, que presente carteles en la reunión semestral de la AAS

## División de Ciencias Planetarias
La División de Ciencias Planetarias (Division for Planetary Sciences, conocida como DPS por sus siglas) es una división de la Sociedad Astronómica Estadounidense, dedicada a la investigación científica del sistema solar y otros sistemas planetarios. Como tal es una sociedad científica internacional formada principalmente por astrónomos profesionales estadounidenses. Al igual que la AAS tiene su sede en Washington D. C.
El DPS fue fundado en 1968. El primer comité organizador de la División estuvo compuesto por Edward Anders, L. Branscomb, J. W. Chamberlain, R. Goody, J. S. Hall, A. Kliore, M. B. Elroy, Tobias Owen, Gordon Pettengill, Carl Sagan y Harlan James Smith.
El DPS patrocina cinco premios científicos. El Premio Kuiper para contribuciones en el campo de las ciencias planetarias. El Premio Urey por avances significativos en investigación planetaria por un científico joven. El Premio Masursky que reconoce méritos en el servicio a las ciencias planetarias y la exploración espacial. La medalla Carl Sagan que honra méritos extraordinarios en la popularización y comunicación de las ciencias planetarias po run científico en activo. El premio Jonathan Eberhart en periodismo científico en ciencias planetarias. que reconoce méritos importantes en la difusión entre el público general de las ciencias planetarias.
El DPS se reúne anualmente como sociedad científica en un congreso internacional.